# Enicospilus tournieri
Enicospilus tournieri är en stekelart som först beskrevs av Vollenhoven 1879.  Enicospilus tournieri ingår i släktet Enicospilus och familjen brokparasitsteklar. Utöver nominatformen finns också underarten E. t. geyri.